# 山本善之助
山本 善之助（やまもと ぜんのすけ、1931年（昭和6年）4月1日 - 2001年（平成13年）10月11日）は、日本の写真家。一部文献では山本 善之介とも。

## 略歴
1931年（昭和6年）4月1日、当時の東京市本郷区（現・東京都文京区の一部）で、上野のアメヤ横丁の布団屋（現在のたいまる本店の場所）の七人兄姉弟の五男として生まれる。父：廣三郎、母：冨美子。
1945年（昭和20年）3月、聖橋工業高校（神田駿河台：聖橋高等工学校）を第2学年で戦時動員令にて終了中退。
1946年（昭和21年）4月、東京都立芝商業学校（旧制中学、現東京都立芝商業高等学校）を入学、1950年（昭和25年）3月卒業。
1950年（昭和25年）4月、東京都立芝商業高等学校（新制高校）第4学年編入、1952年（昭和27年）3月卒業（1年間休学）。
1945年（昭和20年）4月、戦時動員令により東京計器製作所（現在の東京計器株式会社と長野計器株式会社の前身）へ入社、終戦により8月退社。
1945年（昭和20年）9月より、外務省、総理府、通商産業省（局長附事務官、1954年退官）を経て写真家へ転身した。
1953年（昭和28年）・1954年（昭和29年）にアサヒカメラ賞・優秀作家賞を受賞し、翌1955年（昭和30年）にはアサヒカメラ賞の最優秀作家賞を受賞した。また1960年（昭和35年）には毎日産業デザイン賞も受賞している。
1960年以降は日本デザインセンターの広告写真を中心としながら、映画・舞台の俳優・女優を撮り続けた。

## 関係
外務省勤務時代は外交官の牛場信彦の下で従事、写真家へ転身後も交流があった。
俳優を中心とした人物写真を多く撮り、三國連太郎とも親交が深かった。

### 関連人物
- 牛場信彦、三國連太郎、亀倉雄策、山城隆一、植松国臣、梶祐輔

## 作風
ポートレート、スナップを得意とし、風景にしても、その中に人物を生かすようにした写真を撮った。女性写真に繊細な感覚を見せ、自然光を巧みに使いこなす。三社祭などのダイナミックな情景写真にも手腕を持ち、雪景色などの風景写真では印画の調子を美しくする感覚の写真家。
被写体である相手が芸術家なら芸術家なりに、しとやかならしとやかなりに相手の懐、範囲に向かっていく構えで撮影していく。持ち前の押しの強さで周囲に溶け込む。

## 主な作品
- 「ビールつくり三代」 〜 朝日麦酒（アサヒビール） 新聞広告（1960年、電通広告景気年表）
  - 戦後初のドキュメント・タッチの広告写真。新聞全国紙の一面を使った広告、ビールつくりを親子3代で続ける祖父、父、子の3人が並んだ印象的な写真で世間の注目を浴びる作品となった。その年の毎日産業デザイン賞（現 毎日デザイン賞）を受賞。広告写真の名作と云われている。[6]
  - 作品収録図書：
    - 日本写真家協会・編 『日本現代写真史1945〜1970』 （1977年、平凡社）
    - 日本写真家協会・編 『日本現代写真史1945〜95』 （2000年、平凡社）
    - 小沢健志・編 『日本写真全集 第11巻 コマーシャルフォト』 （1986年、小学館）
    - 宣伝会議 他・著『宣伝会議 : marketing & creativity』 （1989年、宣伝会議）
    - 明治大正昭和新聞研究会・編 『新聞集成昭和編年史 昭和35年版 1 (自1月-至2月)』 （2012年、新聞資料出版）　ほか
- 「舞妓素描」 〜 アサヒカメラ賞・最優秀作家賞 （1955年）
  - 作品収録図書：
    - 『アサヒカメラ』 （1955年2月号、朝日新聞社）
    - アサヒカメラ・編『アサヒカメラ年鑑 1956年版』 （1956年、朝日新聞社）
- 「野外音楽会」 〜 日比谷野外音楽堂におけるオーケストラ演奏会 （1956年）
- 「上野・アメ屋横丁」他 〜 東京のまちシリーズ （1956年）
- 「ウィーン少年合唱団」 （1956年、1959年）
- 「三国連太郎の生活」 （1957年）
  - 神楽坂にあった三國連太郎の自宅へ4か月間の泊り込みを続け、映画『異母兄弟』の撮影期間中を含め6か月間に渡る密着の撮影を行った。役柄で坊主頭となった三國により、弟子共々に山本もバリカンで頭を丸められた。[4]
  - レイアウト担当者：亀倉雄策
  - 作品収録図書：『アサヒカメラ』 （1957年9月号 pp.49-55、朝日新聞社）
- 「火山灰地・第1部から」 （1961年）
  - 劇団民芸が創立10周年を記念して公演した「火山灰地・第1部」のリハーサル（青山・民芸稽古場）と本舞台（渋谷・東横ホール）にて撮影。撮影された俳優は、滝沢修・宇野重吉・吉行和子・内藤武敏・北林谷栄・奈良岡朋子。
  - 作品収録図書：『アサヒカメラ』 （1961年10月号、朝日新聞社）
- 三島由紀夫・著 『目――ある芸術断想』 の本文中の写真 （1965年）
- その他の写真掲載一覧（一部）（国立国会図書館所蔵品、写真作品集）

## 展覧会
- 「三国連太郎との120日」（1957年、東京・名古屋・大阪・神戸・姫路・盛岡にて開催）